# لانوستان

لانوستان (انگلیسی: Lanostane)نوعی ترکیب شیمیایی است که در ساختار خود دارای سی عدد اتم کربن می باشد.